# Súper Cóndor
Súper Cóndor es una película de superhéroes peruana de 2015 escrita y dirigida por Alejandro Nieto-Polo en su debut como director.[cita requerida] Está protagonizada por Gerardo Zamora, José Luis Ruiz y Reynaldo Arenas en el coprotagónico. Es considerada como la primera película de superhéroes producida en el Perú.

## Sinopsis
Un político corrupto está a punto de hacerse cargo del gobierno del país. Un policía honesto quiere desbaratar esta red de corrupción, pero está solo contra el sistema. Mientras tanto, un contador que lucha por mantener a su hijo obtiene un poder especial y pronto descubre su propósito: salvar a todos con ayuda del superhéroe de la ciudad, Súper Cóndor (Gerardo Zamora).

## Elenco
Los actores que participan en esta película son:
- Gerardo Zamora como Pedro «Super Cóndor/el Cóndor».[5]
- José Luis Ruiz como Alcalde Martínez.
- Reynaldo Arenas como Víctor.
- Mayella Lloclla
- Antonio Arrué
- Havier Arboleda

## Recepción
La película tuvo un estreno teatral limitado en Santa Anita el 27 de noviembre de 2015. Fue lanzado comercialmente el 16 de septiembre de 2016.
La película tuvo una secuela titulada como Súper Cóndor en Nueva York y fue filmada en un 90% en Estados Unidos. Fue lanzado el 15 de septiembre de 2018 en el dicho país y el 15 de enero de 2021 en Perú.